# Hite

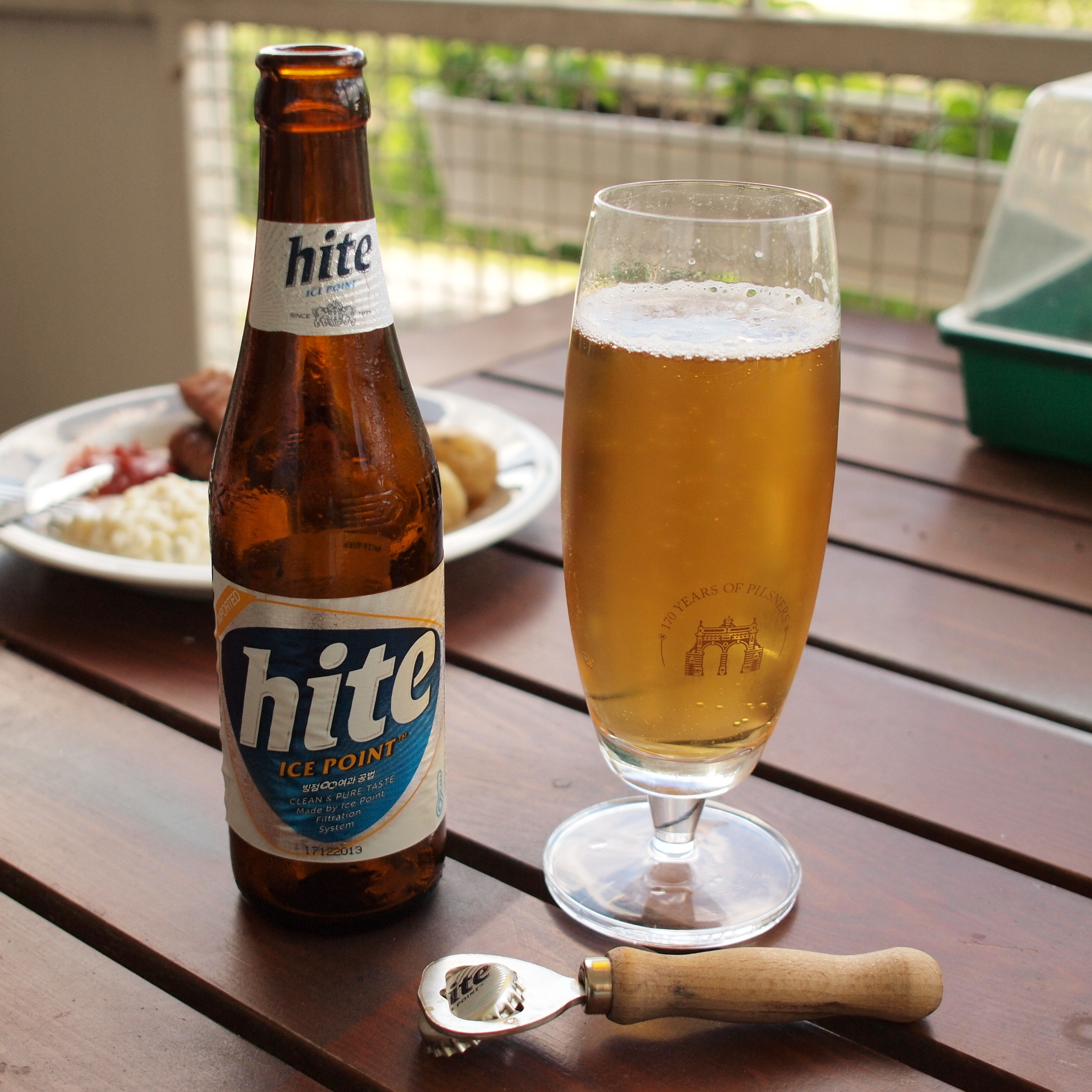
Hite Lager

Hite Brewery Company Limited é uma companhia da Coreia do Sul com sede em Yeongdeungpo-gu, Seul. Foi fundada em 1933 como Chosun Breweries. Em 2008, liderava o mercado coreano, cooptando 60% das vendas. Seus principais produtos são cerveja e vinho de arroz e por ano produz 7 milhões de hectolitros.